# Angie
Angie és una pel·lícula estatunidenca dirigida per Martha Coolidge, estrenada l'any 1994. Ha estat doblada al català.

## Argument
Angie viu des de fa molt de temps en un barri popular de Brooklyn i somnia una vida millor. Després d'haver-se assabentat que esperava un fill del seu vell amic, Vinnie, decideix tenir-lo i educar-lo sola.
El barri s'anima per ajudar Angie en les seves futures responsabilitats. Un dia, en un museu, troba Noel, que li fa descobrir un món nou d'art i de cultura. Però les coses es compliquen en el part.

## Repartiment
- Geena Davis: Angie
- Stephen Rea: Noël
- James Gandolfini: Vinnie
- Aida Turturro: Tina
- Philip Bosco: Frank Scacciapensieri
- Jenny O'Hara: Kathy
- Michael Rispoli: Jerry
- Betty Miller: Joanne
- Susan Jaffe: Ballarina
- Jeremy Collins: Lover
- Robert Conn: Death
- Ray Xifo: Dr. Gould
- Rosemary De Angelis: Tia Vicky
- Rae Allen: Tia Violetta
- Ida Bernardini: Tia Louisa
- Frank Pellegrino: Oncle Marty
- Michael Laskin: Surgeon
- Jean Marie Barnwell: Angie, de jove
- Elaine Kagan: Tia Jean
- Olga Merediz: Roz
- Marylouise Burke: Fern
- Mike Jefferson: Tony
- Mariner Hinkle: Joanne, de jove
- Nancy Giles: Infermera

## Crítica
"Interessant tragicomèdia (...) Una cinta molt simpàtica, agradable i una mica feminista"